# Colpochila punctiventris
Colpochila punctiventris är en skalbaggsart som beskrevs av Blackburn 1890. Colpochila punctiventris ingår i släktet Colpochila och familjen Melolonthidae. Inga underarter finns listade i Catalogue of Life.